# David Eisho Uehara
David Eisho Uehara (* 20. Jahrhundert auf Okinawa) ist ein japanischer anglikanischer Geistlicher und Bischof von Okinawa sowie derzeitiger Primas der Nippon Sei Ko Kai.

## Leben

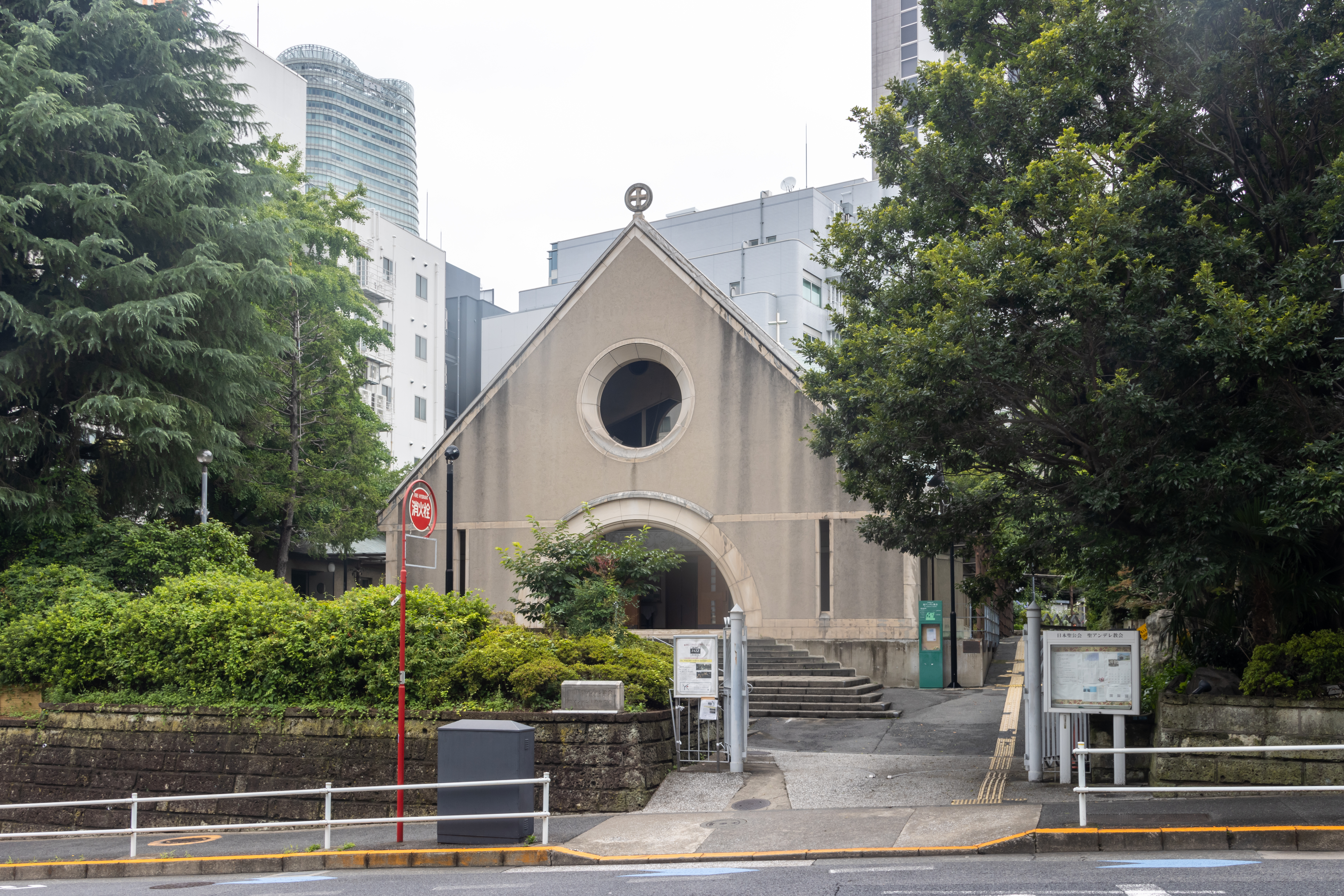
St. Andrews Cathedral (2024)

Er wurde am 7. September 2013 von Nathaniel Makoto Uematsu in der All Souls’ Church in Chatan zum Bischof von Okinawa geweiht.
Auf der Synode vom 28.–30. Mai 2024 in der St. Andrews Cathedral in Tokyo wurde Bischof David zum 20ten Primas der NSKK gewählt und am letzten Tag der Synode in sein Amt eingeführt. Er folgte damit auf den Bischof von Kyūshū Luke Kenichi Muto.
Auf derselben Synode wurde der Fortschritt bei der Zusammenlegung von Diözesen thematisiert, da die NSKK sich seit Jahrzehnten in einem Schrumpfungsprozess befindet.